# إيرفينغ بيكون
إيرفينغ بيكون (بالإنجليزية: Irving Bacon)‏ مواليد 6 سبتمبر 1893 في سانت جوزيف، الولايات المتحدة - الوفاة 5 فبراير 1965 في هوليوود، كاليفورنيا، الولايات المتحدة، هو ممثل أمريكي بدأ مسيرته الفنية سنة 1920.

## أعماله
- حدث ذات ليلة
- ذهب مع الريح (فيلم)
- عناقيد الغضب (فيلم)
- حانة السعادة (فيلم)
- السيد فيردو (فيلم 1947)
- العازب وبوبي سوكسر (فيلم)
- قصة جلين ميلر (فيلم)
- ذا دونا ريد شو

## روابط خارجية
- إيرفينغ بيكون على موقع IMDb (الإنجليزية)
- إيرفينغ بيكون على موقع تيرنر كلاسيك موفيز (الإنجليزية)
- إيرفينغ بيكون على موقع أول موفي (الإنجليزية)
- إيرفينغ بيكون على موقع قاعدة بيانات الأفلام السويدية (السويدية)
- إيرفينغ بيكون على موقع إن إن دي بي (الإنجليزية)
- إيرفينغ بيكون على موقع قاعدة بيانات الفيلم (الإنجليزية)
- إيرفينغ بيكون على موقع كينوبويسك (الروسية)